# Breda (Països Baixos)
|  | Per a altres significats, vegeu «Breda (desambiguació)». |

Breda és una ciutat neerlandesa, localitzada al Brabant del Nord. Té 183.456 habitants (2017). Hi conflueixen els rius Mark i Aa. Limita al nord amb Moerdijk, Drimmelen i Oosterhout, a l'oest amb Etten-Leur, a l'est amb Gilze en Rijen i al sud amb Zundert, Hoogstraten i Alphen-Chaam.

## Història
Va ser una part del Marquesat d'Anvers i un feu del duc de Brabant des de l'any 1200 fins a l'any 1404, que va passar en mans de la Casa de Nassau.
Va ser conquerida pels espanyols el 1581 en temps de regnat de la Casa d'Àustria i més tard, el 1590, reconquerida pels holandesos. S'hi van mantindre fins al 1625, quan les forces espanyoles van obtenir la capitulació de la ciutat (rendició de Breda). Aquest esdeveniment va ser recollit per Velázquez en la seva pintura sobre tela La rendició de Breda. Els holandesos la van recuperar el 1637.

## Esports
És seu de l'equip de futbol, el NAC Breda, el qual va participar en l'edició de la Copa de la UEFA del 2003-2004 caient en la primera ronda contra el Newcastle United F.C..

## Administració

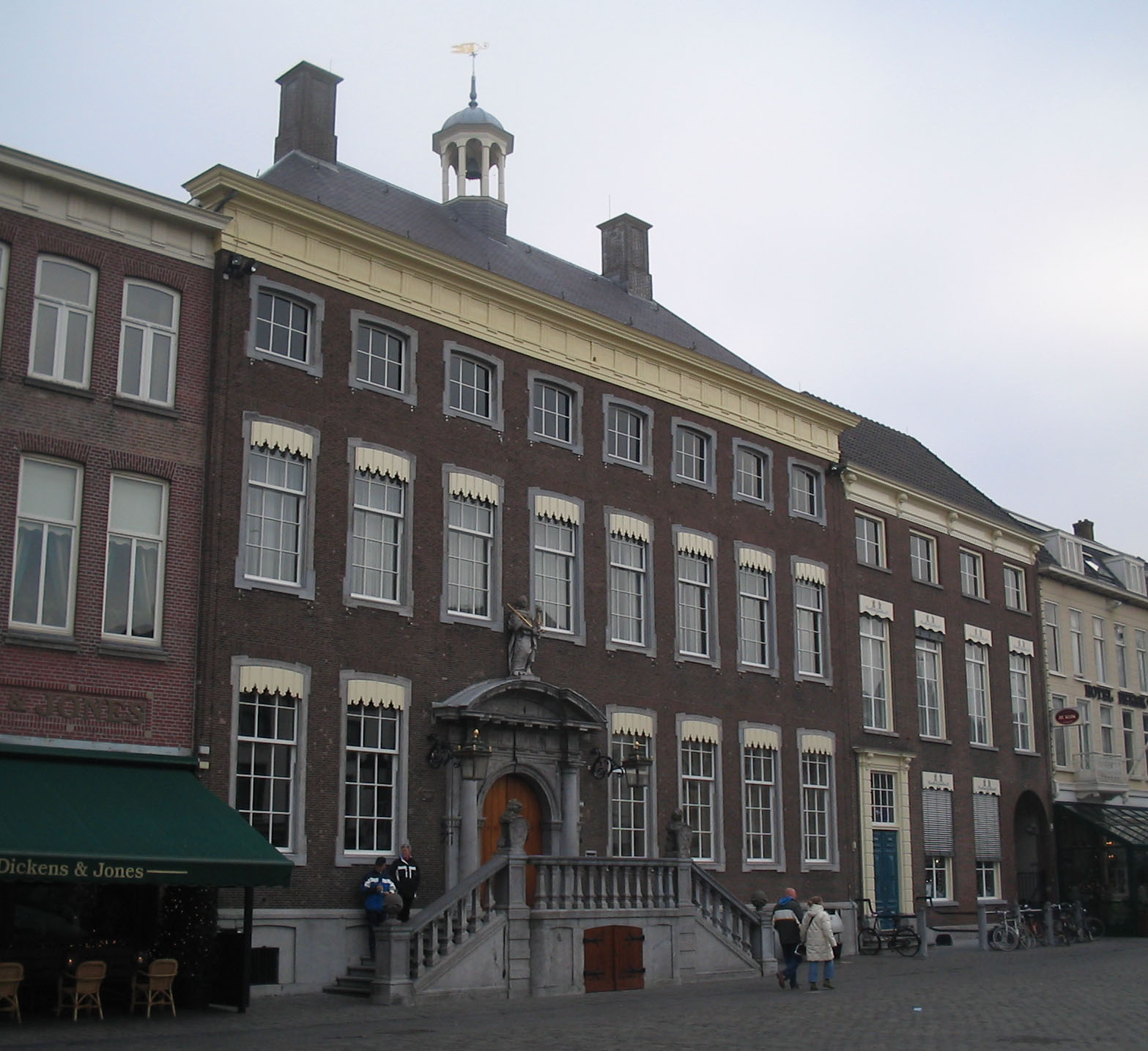
Ajuntament de Breda

- PvdA (11 regidors)
- CDA (8 regidors)
- VVD (7 regidors)
- SP (4 regidors)
- Breda'97 (3 regidors)
- GroenLinks (3 regidors)
- D66 (2 regidors)
- Leefbaar Breda (1 regidor)

## Personatges il·lustres
- Corry Brokken (1932), cantant, presentadora, jutge-suplent
- Jan Ingenhoven (1876-1951), director d'orquestra i compositor,
- Dimitri van Toren.
- Tiësto (Tijs Michiel Verwest) (1969) DJ i productor de música house-Trance
- Hardwell (Robbert van de Corput) (1988) DJ i productor de Electro House, Progressive House i Tech House